# Açude Flamengo
O Açude Flamengo  está localizado no leito do rio Flamengo, pertencente à Bacia do rio Acaraú, na região noroeste do Ceará. Concluído em 1988, 